# Música de Catar

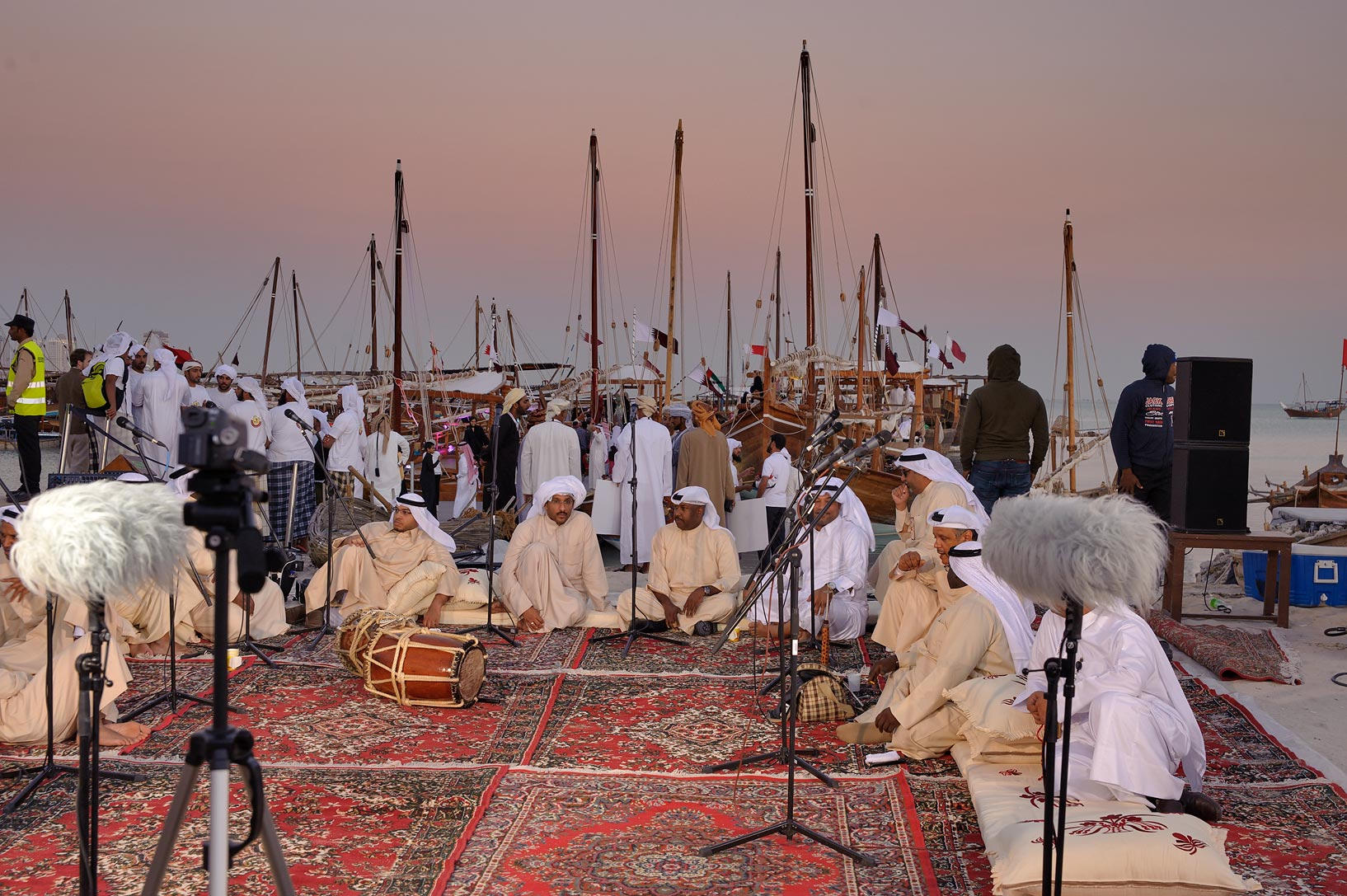
Una actuación musical en el Festival Tradicional Dhow en Katara Cultural Village, en 2015.

La música de Catar se basa en la poesía beduina, las canciones y la danza. Las danzas tradicionales en Doha son presentadas en viernes por la tarde; un baile es el Ardah, una danza estilizada marcial realizada por dos hileras de bailarines que son acompañados por una serie de instrumentos de percusión, incluyendo al-ras (un tambor grande, cuyo cuero se calienta por un fuego abierto), panderetas y platillos, así como tambores pequeños. Otros instrumentos en Catar incluyen el laúd árabe, y rebaba, ambos instrumentos de cuerda, como también la flauta árabe. 
La mayoría de los pueblos en Catar (en tiempos modernos) disfrutan escuchar la música Khaliji en el estilo de la música tradicional Beduina. Esta música domina las ondas radiales en la capital de Doha como también en el resto del país. 
Fann at-Tanbura es un tipo de música espiritual y ritual de danza.
El Qatari Gulf Folklore Center es uno de los centros de excelencia para estudiar la música folklórica del Golfo Pérsico.
Catar actualmente está buscando como miembro en la Unión Europea de Radiodifusión con la esperanza de pronto entrar al Festival de la Canción de Eurovisión.